# کانی بلافی
کانی بلافی (به عربی: کانی بلافی) یک منطقهٔ مسکونی در عراق است که در استان دهوک واقع شده‌است.